# William Waugh
William Waugh (ur. w Szkocji) - drugi w historii trener klubu występującego w Scottish Premier League, Heart of Midlothian w latach 1903–1908. Zastąpił na tym stanowisku Petera Fairleya, a jego następcą był James McGhee.